# Comté de Jefferson (Indiana)
Pour les articles homonymes, voir Comté de Jefferson.
Le comté de Jefferson  est un comté de l'État de l'Indiana, aux États-Unis. Il comptait 31 705 habitants en 2000. Son siège est Madison.